# 泉隱鰭鯰
泉隱鰭鯰，為輻鰭魚綱鯰形目鯰科隱鰭鯰屬的其中一種，為熱帶淡水魚，該物種分布於亞洲越南東北部淡水流域，體長可達12.5公分，棲息在底層水域，生活習性不明。